# Mount Prospect
Mount Prospect é uma vila localizada no estado americano de Illinois, no Condado de Cook.

## Demografia
Segundo o censo americano de 2000, a sua população era de 56.265 habitantes.
Em 2006, foi estimada uma população de 54.140, um decréscimo de 2125 (-3.8%).

## Geografia
De acordo com o United States Census Bureau tem uma área de
26,5 km², dos quais 26,4 km² cobertos por terra e 0,1 km² cobertos por água.

## Localidades na vizinhança
O diagrama seguinte representa as localidades num raio de 8 km ao redor de Mount Prospect.